# Mühlenstraße 19 (Korschenbroich)

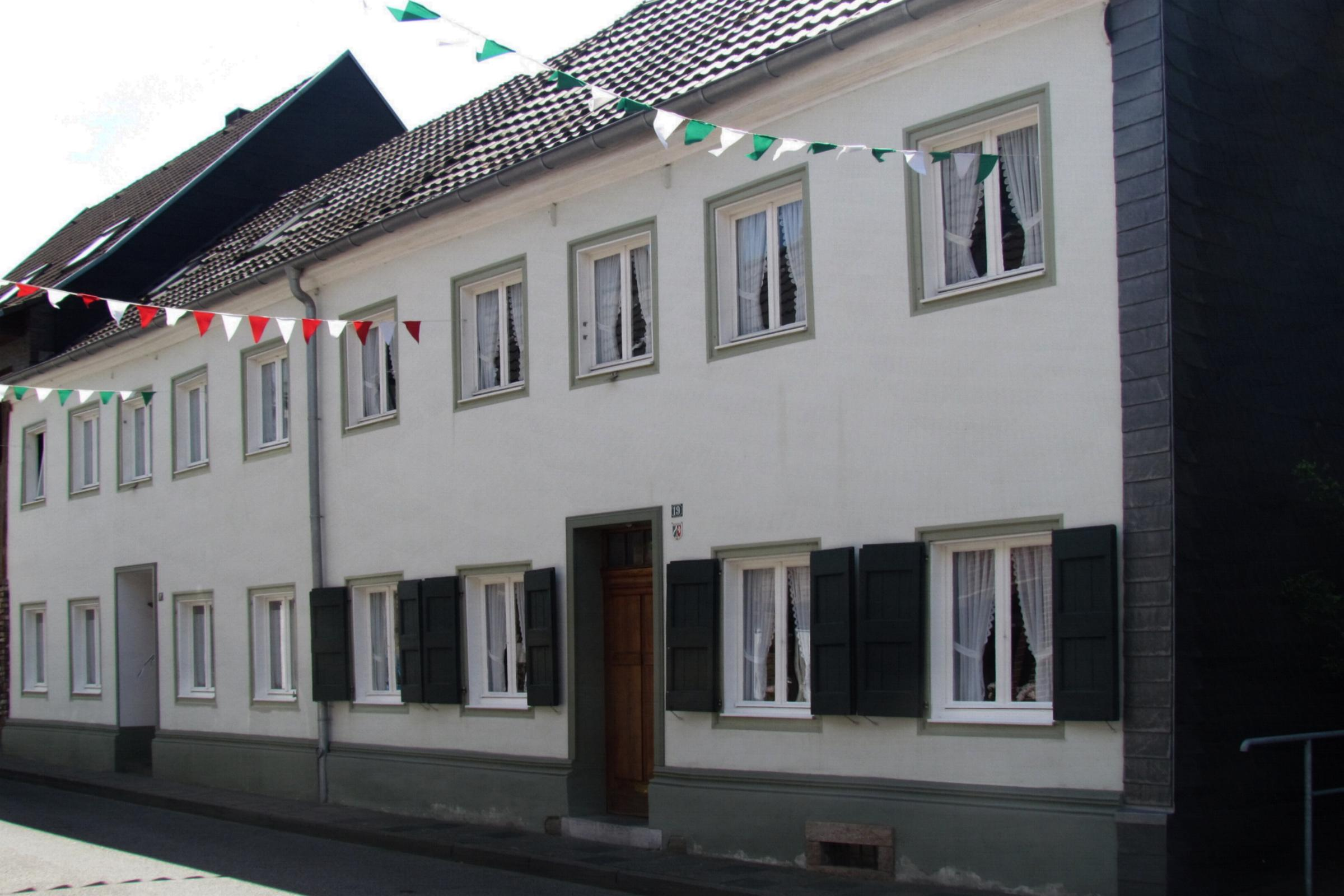
Fachwerkwohnhaus

Das Wohnhaus Mühlenstraße 19 steht in Korschenbroich im Rhein-Kreis Neuss in Nordrhein-Westfalen.
Das Gebäude wurde Anfang des 19. Jahrhunderts erbaut und unter Nr. 165 am 5. April 1990 in die Liste der Baudenkmäler in Korschenbroich eingetragen.

## Architektur
Es handelt sich hierbei um ein zweigeschossiges Fachwerkwohnhaus aus dem Anfang des 19. Jahrhunderts. Das Wohnhaus ist in fünf Achsen erstellt. Das Fachwerk ist verputzt; die Fenster sind mit Holzgewänden versehen. Das Fachwerkwohnhaus erfüllt die Voraussetzungen des § 2 Abs. 1 DSchG NRW zum Eintrag in die Denkmalliste. Es ist bedeutend für die Geschichte des Menschen als kulturgeschichtliches Zeugnis der Wohnverhältnisse im 19. Jh. und für Städte und Siedlungen im ortsgeschichtlichen Sinne. Für seine Erhaltung und Nutzung liegen wissenschaftliche, hier architektur- und siedlungsgeschichtliche Gründe vor.